# Natsai Audrey Chieza
Natsai Audrey Chieza é uma designer e fundadora da Faber Futures, um estúdio de P&D que cria materiais de inspiração biológica. Ela fez uma palestra no TED talk 2017 sobre o problema da moda com a poluição. Ela é Designer in Residence, em Ginkgo Bioworks.

## Juventude e educação
Chieza nasceu em Harare, no Zimbábue. Ela mudou-se para o Reino Unido quando tinha dezassete anos de idade. Ela estudou Arquitetura na Universidade de Edimburgo. Ela então se juntou à Central Saint Martins, onde completou um mestrado em Materiais Futuros. Trabalhou com John Ward, da University College London, professor de Biologia Sintética, e se interessou pela sustentabilidade da biologia sintética e da pesquisa com células-tronco. Durante esse período, ela trabalhou como Designer in Residence no Centro Avançado de Engenharia Bioquímica da University College London.

## Pesquisa e carreira
Chieza juntou-se ao Centro de Pesquisa de Futuros Têxteis. Ela identificou que streptomyces poderiam ser usados como um corante de tecido. Os Streptomyces produzem actinorhodina, que muda de cor dependendo da acidez do ambiente. No Projeto Coelicolor, essas bactérias foram usadas para tingir lenços de seda. Ela montou exibições no Victoria and Albert Museum, na Science Gallery, na Bauhaus Dessau Foundation, no Harvard Art Museums e no Audax Textile Museum. Ela era uma designer residente na IDEO. Ela também ensinou na Central Saint Martins e no The Bartlett.
Chieza está preocupada com a poluição na indústria da moda. Chieza fundou a Faber Futures, um estúdio de pesquisa e desenvolvimento de biomateriais em Londres. Ela foi escolhida para dar uma palestra no TED na Tanzânia sobre o problema da moda com a poluição. Em fevereiro de 2018, ela foi nomeada como uma das 100 mulheres mais famosas da OkayAfrica. Em 2018 ela está lançando a Ginkgo Bioworks Creative Residency em Boston. Em 2018, ela participou no acampamento Sci Foo.